# Passiflora pallens
Passiflora pallens là một loài thực vật có hoa trong họ Lạc tiên. Loài này được Poepp. ex Mast. mô tả khoa học đầu tiên năm 1872.